# تیراندازی اسفند ۱۳۹۸ کابل
تیراندازی حوت ۱۳۹۸ کابل تیراندازی بود که روز ۱۶ حوت/اسفند ۱۳۹۸ در مراسمی که به یادبود عبدالعلی مزاری در مصلی مزاری واقع در دشت برچی کابل رخ داد. مهاجمان از ساختمان‌های نزدیک مصلی به مردم عادی و چهره‌های سیاسی که در این مراسم حضور داشتند، شلیک کردند. در این حمله ۳۲ تن کشته و ۸۱ تن زخمی شدند و بیشتر قربانیان از مردمان هزاره بودند که در این مراسم اشتراک یافته بودند. برخی رسانه‌ها بعدها آمار کشته‌شدگان را بیش از ۶۰ نفر و آمار زخمیان را بیش از ۱۰۰ نفر اعلان کرده‌اند. محمد محقق به نقل از منابع مستقل مدعی شد که در این حمله ۷۰ نفر کشته و ۸۰ تن دیگر زخمی شدند. اسدالله سعادتی و محمد محقق این حمله را مشکوک و سیاسی دانستند.

## جزئیات
این حمله حدود ساعت ۱۱:۲۰ دقیقه قبل از ظهر ۱۶ حوت ۱۳۹۸ هنگام برگزاری مراسم بیست و پنجمین مراسم سالگرد عبدالعلی مزاری که در مصلی مزاری در غرب کابل رخ داد. مهاجمان هنگامی دست به شلیک زدند که محمد کریم خلیلی در حال سخنرانی بود. سخنگوی وزارت کشور افغانستان اعلام کرد که مهاجمان از ساختمان‌های نزدیک مصلای عبدالعلی مزاری به سوی مردم تیراندازی کردند. وی همچنین اعلان کرد که این حمله پس از حدود شش ساعت با از پا درآمدن دو مهاجم به پایان رسید. در میان قربانیان این حمله کودکان و زنان نیز حضور دارد. پلیس یک میل سلاح کلاشینکوف، یک میل پیکا و یک میل راکت انداز و همچنان دو قبضه بمب دستی از نزد مهاجمان بدست آورد. محمد محقق، کریم خلیلی، عبدالله عبدالله از چهره‌های مطرح سیاسی بود که در این مراسم حضور داشتند، اما به آنان آسیبی نرسید.

### شبهات
اسدالله سعادتی و محمد محقق این حمله را مشکوک و سیاسی دانستند. محمد محقق و محمد کریم خلیلی در کنفرانس مطبوعاتی که فردای روز حمله برگزار کرده بودند به رسانه‌ها اعلان کردند که این رویداد باید توسط یک هیئت مشترک از حکومت، مجلس نمایندگان و ستاد برگزاری بررسی شود. محقق گفت که در رویداد این حمله تروریستی «رد پای مشکوکی» وجود دارد. وی توضیح داد که بخشی از نیروهای امنیتی مانع تلاشی (بررسی) ساختمان‌های اطراف محل برگزاری مراسم شده بودند. به ادعای محقق این نیروها علی‌رغم تأکید سیدمحمد روشن‌دل، فرمانده پلیس کابل، نگذاشته‌اند که این ساختمان‌ها بررسی شود و تیراندازی از همان ساختمان‌ها صورت گرفته‌است. حکومت افغانستان پس از این اعتراضات هیأتی را برای بررسی این حمله تعیین کرد.

## گزارش هیئت بررسی مجلس افغانستان
هیئت ۷ نفری مجلس که شامل توفیق وحدت، غلام حسین ناصری، حفیظ جلیلی، عارف رحمانی، مهدی راسخ، عبدالکریم کریمی و زهره نوروزی بودند، گزارش خود را در خصوص حمله به مصلی شهید مزاری در ۳۱ ثور/اردیبهشت ۱۳۹۹ اعلان کردند.

### جلسه اول
مسئولین ستاد مردمی ۳ جلسه مکرر با مسئولین حوزات امنیتی، مسئولین زون امنیتی و قومندان امنیه کابل و رئیس امنیت ملی کابل داشته و هر بار برای مسئولین ستاد مردمی از تأمین امنیت مراسم اطمینان داده شده‌است. بر اساس گفته‌های ستاد مردمی برگزاری مراسم، نیروهای امنیتی به ستاد مردمی اطمینان داده بودند که در فاصله ۳ کیلومتری ساحه را تصفیه کرده‌اند.

### جلسه دوم
هیئت پارلمانی جلسه دوم را با رئیس امنیت کابل و معاون قوماندان امنیه کابل داشته‌اند که آن‌ها بیشتر مسئولیت را متوجه حلقات پایین و مسئولین محل کرده و از اجراأت خویش اسناد در اختیار هیئت پارلمان قرار نداده‌اند. بر اساس این گزارش هیئت پارلمان با مسئولین حوزات پلیس و امنیت ملی نیز جلسه داشته و مسئولین حوزات تأکید کرده‌اند که مطابق پلان تدابیری داده شده اجراآت کرده‌اند. بر اساس این گزارش، تعدادی از عاملین قضیه از ولسوالی شکر دره کابل دستگیر شده‌اند.

### نتیجه
بر اساس نتیجه‌گیری این هیئت، دو ماه قبل از وقوع رویداد، یک خانواده از ولایت لغمان در ساختمانی که حمله صورت گرفته‌است کوچ آمده بودند و از ایشان ضمانت گرفته شده و رهنمایی معاملات نیز ثبت کرده‌است، اما شرکت ضمانت کننده جعلی بوده و همان شرکت جعلی است که در شکر دره نیز ضمانت داعشی‌ها را کرده‌است.
این خانواده چند روز قبل از مراسم از آن ساختمان رفته و به جای آنان تروریست‌ها آمده و سه روز قبل از مراسم، چند عدد فرش در این ساختمان آورده شده که گویا از همین طریق مهمات و اسلحه‌های تروریستان انتقال داده شده‌است. در روز حادثه در پشت بام ساختمان مربوط دو نفر از نیروهای امنیت ملی مسلح حضور داشتند اما هیچ عکس‌العمل انجام نداده‌اند.
بر اساس این گزارش، ریاست امنیت کابل و قوماندانی امنیه کابل در پلان تدابیری خود برنامه تلاشی (بررسی) منازل را قرار نداده بوده‌است.

### جمع‌بندی
جمع‌بندی هیئت پارلمانی از رویداد ۱۶ حوت ۱۳۹۸:
1. ریاست امنیت ملی کابل و قوماندانی کابل باید پلان تلاشی منازل را کتبی داده و سارنوال (دادستان) معرفی می‌کردند، اما در این مسئله هیچ توجه نشده‌است.
2. از اجراآت مسئولین زون و حوزه به صورت دقیق کنترل و ارزیابی نشده‌است.

در پایان گزارش آمده هیئت پارلمانی اسامی زیر را به دلیل غفلت از اجرای وظیفه و انجام ندادن وظیفه، در رخ دادن حادثه مقصر دانسته و جهت بررسی بیشتر به دادستانی معرفی می‌نماید.
- قوماندان امنیه کابل، معاون قوماندان امنیه کابل
- رئیس امنیت ملی کابل و معاون شهری کابل
- مدیر زون ۱ امنیت ملی
- مسئول زون پولیس ملی
- مسئول قطعه رجال برجسته که در روز مراسم ساحه مربوط ایشان بوده‌است.
- آمر حوزه و مدیر جنایی و کارمندان مربوط به ساحه از حوزه شش پولیس ملی
- آمر حوزه، مدیر زون ۳، کارمند شرید مربوط از حوزه شش امنیت ملی
- دو سرباز مفرزه امنیت ملی که در پشت‌بام ساختمان مربوط بوده و هیچ عکس‌العمل نشان نداده‌اند.
- چوکی دار ساختمان و مسئول رهنمایی معاملات مربوط.

## واکنش‌ها
- ریاست‌جمهوری افغانستان با محکوم کردن حمله مسلحانه به مراسم یادبود عبدالعلی مزاری، آن را جنایت علیه بشریت عنوان کرد.[۱۹][۲۰]
- عبدالله عبدالله این حمله را «جنایت هولناک» می‌داند و خواستار تحقیق همه‌جانبه دربارهٔ این رویداد شد.[۲۰]
- حامد کرزی با نکوهش این حمله گفت که نباید اجازه داد تا حلقاتی مانع رسیدن افغانستان به صلح شود.[۲۰]
- کاردار سفارت آمریکا نیز با نکوهش این حمله برای بازماندگان قربانیان این حمله تسلیت گفت.[۲۰]
- هیئت معاونت سازمان ملل متحد در افغانستان (یوناما) حمله بر مراسم بیست‌وپنجمین سالگرد ترور عبدالعلی مزاری را محکوم کرده و خواستار پیگرد عاملان آن شد.[۲۱]

## مسئولیت
داعش مسئولیت این حمله را بر عهده گرفته‌است.